# Chamberlineptus morechalensis
Chamberlineptus morechalensis är en mångfotingart som beskrevs av Ottis Robert Causey 1954. Chamberlineptus morechalensis ingår i släktet Chamberlineptus och familjen Spirostreptidae. Inga underarter finns listade i Catalogue of Life.